# Крепостной мост (Выборг)
Крепостно́й мост (до 1918 года — Або́ский мост, в 1918—1929 годах — мост Ту́рку, в 1929—1941 годах — За́мковый мост) — первый постоянный мост через Крепостной пролив в Выборге. Соединяет историческую часть города и остров Твердыш, связывая Центральный и Петровский микрорайоны.

## Расположение
Соединяет Островную улицу и Петровскую набережную (остров Твердыш)  с Крепостной улицей и набережной 30-го Гвардейского Корпуса. При въезде с моста на Крепостную улицу и площадь Старой Ратуши установлены статуи «Промышленность» и «Морская торговля», а при въезде на Петровскую улицу и Петровскую площадь — Памятник Фёдору Апраксину.
Соединён дамбой с Замковым островом.

## Название
Первоначально мост назывался Абоским (швед. Åbo bro), так как Выборг был конечным пунктом так называемой старинной Королевской дороги, уходившей из города Турку (по-шведски — Або) на восток.
C 1918 года город Або переименовывают в Турку, и, вслед за этим, меняется название моста на «мост Турку» (фин. Turun silta). Позже, в 1929 году, мост получает название «Замковый» (фин. Linnansilta), по расположению в непосредственной близости от выборгского замка. Современное название моста, являющееся неточным переводом предшествующего, утверждается Виипурским горсоветом в 1941 году.

## История

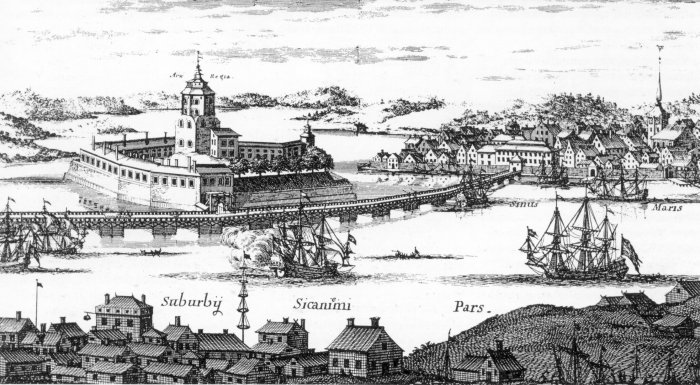
Абоский мост в 1709 году

Первоначально Замковый остров, на котором расположен выборгский замок, сообщался с полуостровом посредством двух подъёмных мостов. Первый мост, соединяющий берега Крепостного пролива, был построен в XVI веке. Мост был деревянным и располагался на месте современного Крепостного моста.
Необходимость реконструкции моста возникла в связи с началом судоходства по Сайменскому каналу в 1856 году. Первый от полуострова пролет сделали разводным отодвигаемым. Современники восхищались его устройством. Крыло разводного пролета не поднималось вверх и не отводилось в сторону, а «откатывалось» в сторону Крепостной улицы. Писали, что «в одну минуту, как по волшебству» оно исчезало и после прохода корабля вновь выдвигалось, ложась на прежнее место.
В 1888 году деревянная свайная часть моста была частично заменена дамбой. При этом в Выборге впервые применили бетонные блоки. В 1895 году износившийся механизм разводного пролета заменили, сделав его крыло поворачивающимся в горизонтальной плоскости на центральной опоре. При разводке моста для судоходства освобождались два пролёта по бокам от опоры. Таким образом, при разводке моста под ним одновременно могли проходить суда в двух направлениях навстречу друг другу. Северо-западная неразводная часть моста по-прежнему была на деревянных сваях. Опоры разводного пролёта были сложены из гранита.

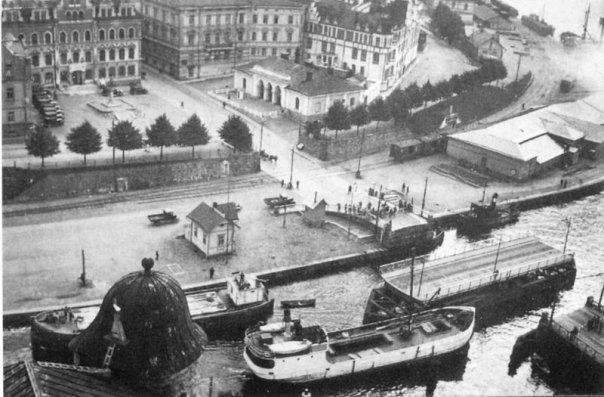
Разводка моста в начале XX века

В 1912 году в Выборге открылось трамвайное движение. По Абоскому мосту была проложена однопутная трамвайная линия с небольшим разъездом. В 1957 году трамвайное движение в Выборге было закрыто, однако трамвайные пути оставались на мосту ещё некоторое время.
В истории Выборга мост также известен в связи с эпизодом самосуда революционного времени, когда в результате Корниловского выступления постановлением выборгского Совета солдатских и рабочих депутатов были арестованы и помещены на гауптвахту по подозрению в сочувствии выступлению командиры дислоцированных в городе войсковых частей: генерал О. А. Орановский, генерал-майор В. Н. Васильев, генерал-майор Ф. В. Степанов и подполковник К.-Э. К. Кюрениус. Толпой восставших солдат 29 августа 1917 года они были захвачены, выведены из здания гауптвахты, избиты, сброшены с моста в залив и убиты.
В период Второй мировой войны мост был взорван, но восстановлен в послевоенное время.
В 1979—1980 годах Крепостной мост был полностью перестроен. Вместо старого деревянного построен новый железобетонный свайный мост. Разводной пролёт, в связи с переносом фарватера Сайменского канала в Гвардейский пролив, в конструкции предусмотрен не был.